# 庄内平野 風の中
「庄内平野 風の中」（しょうないへいや かぜのなか）は、水森かおりの19枚目のシングル。

## 解説
- 山形県の庄内平野をテーマにしたご当地ソング。
- 本楽曲で、オリコンシングルチャート10位以内連続8作品となり、八代亜紀が持つシングル10位以内通算獲得7作品を抜き、女性演歌歌手で単独1位となった。

## 収録曲
1. 庄内平野 風の中（4分56秒）
作詞：旦野いづみ／作曲：弦哲也／編曲：伊戸のりお
2. 庄内平野 風の中（オリジナル・カラオケ）
3. 庄内平野 風の中（半音下げカラオケ）
4. 庄内平野 風の中（半音下げカラオケ・ガイドメロ入り）
5. 湯布院（4分49秒）
作詞：たきのえいじ／作曲：杜奏太朗／編曲：伊戸のりお
6. 湯布院（オリジナル・カラオケ）
7. 湯布院（半音下げカラオケ）
8. 湯布院（半音下げカラオケ・ガイドメロ入り）